# Bakhtawar
Bakhtawar, auch Bakhtavar geschrieben, (persisch:بختور oder بختآور) ist ein männlicher persischer Name, welcher als Vorname und Nachname benutzt wird.

## Herkunft und Bedeutung
Der Name Bakhtawar ist persischer Herkunft und setzt sich aus den Wörtern Bakht (Glück) und Awar (Bringer) zusammen, der Name bedeutet also so viel wie "Glücksbringer". In anderen Iranischen Sprachen wie Pashto steht der Name für "der Glückliche".

## Namensträger

### Als Vorname
- Bakhtawar Khan Mohammad (1620–1685), persischer Historiker und Dichter

### Als Nachname
- Parisa Bakhtavar (* 1972), iranische Filmdirektorin